# Cearostreptus triangulatus
Cearostreptus triangulatus är en mångfotingart som beskrevs av Christoph D. Schubart 1945. Cearostreptus triangulatus ingår i släktet Cearostreptus och familjen Spirostreptidae. Inga underarter finns listade i Catalogue of Life.